# Pararobertsite
La pararobertsite è un minerale.